# Liste der Baudenkmäler in Bamberg/Kaulberg
Auf dieser Seite sind die Baudenkmäler in der oberfränkischen kreisfreien Stadt Bamberg zusammengestellt. Diese Tabelle ist eine Teilliste der Liste der Baudenkmäler in Bayern. Grundlage ist die Bayerische Denkmalliste, die auf Basis des Bayerischen Denkmalschutzgesetzes vom 1. Oktober 1973 erstmals erstellt wurde und seither durch das Bayerische Landesamt für Denkmalpflege geführt wird. Die folgenden Angaben ersetzen nicht die rechtsverbindliche Auskunft der Denkmalschutzbehörde.
Diese Teilliste enthält die Denkmäler im Gebiet der ehemaligen Immunität Kaulberg mit Sutte und Matern gemäß der Aufteilung der Buchreihe Die Kunstdenkmäler von Bayern. Die ehemalige Immunität Kaulberg umfasst folgende Plätze und Straßen: Adalbertstraße, Agnesstraße, Albrecht-von-Eyb-Leite, Altenburger Straße, Am Hahnenweg, Am Knöcklein, Artur-Landgraf-Straße, Auf dem Lerchenbühl, Babenbergring, Bauchwitzstraße, Burger Straße, Burgheimer Lage, Die Krött, Dorotheenstraße, Dr.-Eisenbarth-Hof, Eztergomstraße, Färbersgarten, Fritz-Bayerlein-Weg, Gartenstraße, Giselastraße, Guntherstraße Häckerweg, Hahnenweg, Heckenweg, Heinrichshöhe, Hennebergstraße, Hezilostraße, Hinterer Sückleinsweg, Höfener Weg, Hohenlohestraße, Hohenstaufenstraße, Hölle, Im Färbersgarten, Im Sücklein, Karmelitenplatz, Kleebaumsgasse, Kroatengasse, Laurenziplatz,
Laurenzistraße, Lobenhofferstraße, Laurenzistraße,
Maternstraße, Meinhardtstraße, Meranierstraße,
Mittlerer Kaulberg, Münchner Ring, Obere Dorotheenstraße,
Oberer Kaulberg, Panzerleite, Panzerleitenweg, Paracelsusstraße, Pfarrer-Kneipp-Hof, Rößleinsweg, Salierstraße, Sauäckerweg, Sauersberg, Schleifweg, Schlüsselberger Straße, Schmiedsgasse, Schulplatz, Staffelbergweg, Suidgerstraße, Sutte,
Teufelsgraben, Unterauracher Weg, Unterer Kaulberg, Valentin-Becker-Straße, Valentin-Rathgeber-Straße, Viktor-von-Scheffel-Straße, Volkfeldstraße, Waizendorfer Straße, Weinbergweg, Unterer Kaulberg, Würzburger Straße, Ziegelgasse.

## Baudenkmäler in der ehemaligen Immunität Kaulberg

### Altenburger Straße
| Lage                             | Objekt       | Beschreibung | Akten-Nr.                | Bild           |
| -------------------------------- | ------------ | --- | ------------------------ | -------------- |
| Altenburger Straße 3 (Standort)  | Wohnhaus     | Zweigeschossiger traufständiger Putzbau, Mansardpultdach einseitig mit Schopf, massiv, verputzt, erste Hälfte 18. Jahrhundert, Fenstereinfassungen im Obergeschoss 18./frühes 19. Jahrhundert, Erdgeschoss 1877, rückwärtiger Anbau mit Pultdach 1893 | D-4-61-000-4 Wikidata    | weitere Bilder |
| Altenburger Straße 5 (Standort)  | Wohnhaus     | Schmales zweigeschossiges Traufseithaus mit Satteldach, massiv, verputzt, im Kern wohl spätmittelalterlicher Bau, äußeres Erscheinungsbild mit faszierter Hausteinfassade Anfang 20. Jahrhundert, dem Nachbarhaus Altenburger Straße 5 angeglichen.   | D-4-61-000-3 Wikidata    | weitere Bilder |
| Altenburger Straße 28 (Standort) | Wegkreuz     | Holzkruzifix auf Steinsockel, Ende 19. Jahrhundert, Kruzifix 1909 von Johannes Bezold erneuert, 1921 hierher versetzt | D-4-61-000-5 Wikidata    | weitere Bilder |
| Altenburger Straße 69 (Standort) | Holzkruzifix | Vom Vorgängerbau, gefasst, 18. Jahrhundert, an der nördlichen Giebelwand | D-4-61-000-6 Wikidata    | weitere Bilder |
| Altenburger Straße 89 (Standort) | Wegkreuz     | Sockel mit seitlich angefügten Voluten, Sandstein, Korpus in Kunststein, 1901 | D-4-61-000-1863 Wikidata | weitere Bilder |

### Am Knöcklein
| Lage                       | Objekt                                       | Beschreibung | Akten-Nr.                | Bild           |
| -------------------------- | -------------------------------------------- | --- | ------------------------ | -------------- |
| Am Knöcklein 5 (Standort)  | Ehemaliges Brauhaus des Klosters St. Theodor | Zweigeschossiger Mansardwalmdachbau, Sandsteinquader, verputzt mit steinsichtiger Gliederung, 1767/68, der südliche Teil 1903 in angeglichenen Formen auf gleiche Firsthöhe mit Nordteil aufgestockt, 1975 der Nordteil entkernt und der höher gelegene südliche Bauteil angefügt; ehemaliger Teil des ehemaligen Ökonomiehofs des Karmelitenklosters (vgl. Karmelitenplatz 1/3) | D-4-61-000-22 Wikidata   | weitere Bilder |
| Am Knöcklein 12 (Standort) | Wohnhaus                                     | Zweigeschossig, mit massivem Erdgeschoss und Fachwerkobergeschoss, verputzt, zur einen Seite steil abgewalmtes Satteldach mit Halbwalm zur anderen Seite, im Kern 1506/07 (dendro.-dat.), Umbauten 1791 und 19. Jahrhundert, rückwärtiges zweigeschossiges Seitengebäude, Fachwerk mit Pultdach, 1869                                                                            | D-4-61-000-1428 Wikidata | weitere Bilder |

### Auf dem Lerchenbühl
| Lage                              | Objekt                      | Beschreibung | Akten-Nr.              | Bild |
| --------------------------------- | --------------------------- | --- | ---------------------- | ---- |
| Auf dem Lerchenbühl 45 (Standort) | Felsenkapelle Heiliges Loch | Felsstollen mit Brunnenanlage, als Heilig-Grab-Anlage Mitte 17. Jahrhundert angelegt, zeitweise verschüttet und wieder freigelegt, der heutige Zugang bei Sicherungsarbeiten 1925–1928 auf Kosten des westlichen Bereichs der Anlage geschaffen, teilweise verschüttet; mit Ausstattung | D-4-61-000-36 Wikidata | BW   |

### Burgheimer Lage
| Lage                            | Objekt            | Beschreibung                                                                          | Akten-Nr.               | Bild           |
| ------------------------------- | ----------------- | ------------------------------------------------------------------------------------- | ----------------------- | -------------- |
| Burgheimer Lage (Standort)      | Flurwächterhaus   | Zweigeschossig mit flachem Zeltdach, wohl massiv, verputzt, mittleres 19. Jahrhundert | D-4-61-000-7 Wikidata   | BW             |
| Nähe Burgheimer Lage (Standort) | Feldhüterhäuschen | Eingeschossiger Putzbau mit Pyramiddach, Anfang 19. Jahrhundert                       | D-4-61-000-839 Wikidata | weitere Bilder |

### Gartenstraße
| Lage                      | Objekt         | Beschreibung | Akten-Nr.                | Bild           |
| ------------------------- | -------------- | --- | ------------------------ | -------------- |
| Gartenstraße 7 (Standort) | Villa Schrüfer | Malerischer dreigeschossiger Satteldachbau mit zahlreichen Erkern, Balkonen, Giebeln und Eckturm, verputztes Erdgeschoss mit Gliederungen aus Sandstein, Obergeschosse in Blankziegel- und Fachwerk, historistisch, Schweizerstil, 1888/89 von Philipp Schrüfer Zugehöriger Villengarten, mit Erinnerungsmal und Statuen | D-4-61-000-1409 Wikidata | weitere Bilder |
| Gartenstraße 5 (Standort) | Nebengebäude   | Eingeschossige Remise mit Satteldach in Blankziegel und Fachwerkbau, 1885 | D-4-61-000-1409 Wikidata | weitere Bilder |

### Hölle
Hölle 1, 3, 5 und 7 gehörten zur Immunität Kaulberg. Die höheren Hausnummern zählten zur Immunität Stephansberg

| Lage                                 | Objekt                               | Beschreibung | Akten-Nr.               | Bild           |
| ------------------------------------ | ------------------------------------ | --- | ----------------------- | -------------- |
| Hölle 7, Nähe Frauenplatz (Standort) | Ehemaliges Domkapitelsches Gefängnis | Heute Wohnhaus, zweigeschossiger Massivbau, 1700/1704, Mansarddach mit Schopf 1948 Dahinter Mauerreste des ehemaligen Kirchhofes der Oberen Pfarre, massiv, 15. Jahrhundert | D-4-61-000-352 Wikidata | weitere Bilder |

### Karmelitenplatz
| Lage                                                           | Objekt                                                       | Beschreibung | Akten-Nr.               | Bild           |
| -------------------------------------------------------------- | ------------------------------------------------------------ | --- | ----------------------- | -------------- |
| Karmelitenplatz, neben dem Brunnen (Standort)                  | Wegkreuz                                                     | Holzkruzifix wohl des 19. Jahrhunderts | D-4-61-000-455 Wikidata | BW             |
| Karmelitenplatz, an der Ecke zum Mittleren Kaulberg (Standort) | Brunnen                                                      | Rechteckiges Sandsteinbecken zwischen zwei klassizistischen Werksteinpfeilern, 1827 nach Entwurf von Johann Baptist Eck mit Bildhauerarbeiten von Wilhelm Johann Wurzer, 1912 restauriert | D-4-61-000-454 Wikidata | weitere Bilder |
| Karmelitenplatz 3; Karmelitenplatz 1 (Standort)                | Kirche St. Theodor                                           | Gewestete Kirche auf Rechteckgrundriss mit basilikalem Querschnittschema, Sandsteinquaderbau, barocke Ostfassade mit Pilastergliederung, Figurennischen und konkav geschweiftem, mit Dreiecksform abschließendem Giebel, im Chorbereich Obergaden mit Satteldach, über Chornebenräumen und Seitenschiffen mit Einsatzkapellen Pultdächer, erhöhter Langhausobergaden mit Walmdach, 1692–1716 (Weihe) von Johann Leonhard Dientzenhofer barock erneuert unter Beibehaltung von Westfassade mit romanischem Löwenportal, großen Teilen der Seitenschiffsaußenmauern und der unteren Geschosse des Südturms vom hochmittelalterlichen Bau um 1170–1200, Turmobergeschosse Mitte 14. Jahrhundert, Turmhelm mit Zeltdach 1797 | D-4-61-000-453 Wikidata | weitere Bilder |
| Karmelitenplatz 3; Karmelitenplatz 1 (Standort)                | Ehemaliges Benediktinerinnenkloster, jetzt Karmelitenkloster | südlich an die Kirche St. Theodor anschließend zweigeschossige Kreuzhofumbauung und werksteinsichtiger Kreuzgang im Erdgeschoss, Obergeschoss verputzt Südflügel mit Flachsatteldach, Balustrade und Mittelrisalit, übrige Flügel mit Mansarddach, Ostfront des Ostflügels wegen abfallendem Gelände dreigeschossig, im Zwerchgiebel Wappenkartusche, unter Einbeziehung von Bauteilen des 13.–15. Jahrhunderts 1692 ff. von Johann Leonhard Dientzenhofer barock verändert, der Westflügel jedoch 1739/40 nach veränderten Plänen Balthasar Neumanns von Justus Heinrich Dientzenhofer, Kreuzgangarkaden mit Kämpfern und Kapitellen im Parlerstil aus dem letzten Viertel des 14. Jahrhunderts 1934 mit geborgenen Stücken restauriert, am Westflügel umfangreiche Ergänzungen 1973 Schmaler, nach Osten vorspringender dreigeschossiger Bibliotheksbau, Putzbau mit Satteldach, über angeböschten Pfeilern aufsteigende Pilastergliederung mit Figurennischen, 1675/76; mit Ausstattung Ehemaliges Brauhaus am ehem. Ökonomiehof, siehe Am Knöckein 5 | D-4-61-000-453 Wikidata | weitere Bilder |

### Kleebaumsgasse
| Lage                        | Objekt   | Beschreibung                                                                   | Akten-Nr.               | Bild           |
| --------------------------- | -------- | ------------------------------------------------------------------------------ | ----------------------- | -------------- |
| Kleebaumsgasse 9 (Standort) | Wohnhaus | Zweigeschossiger Halbwalmdachbau mit Fachwerk, Ende 18./Anfang 19. Jahrhundert | D-4-61-000-667 Wikidata | weitere Bilder |

### Kroatengasse
| Lage                      | Objekt                                                                                                 | Beschreibung | Akten-Nr.               | Bild           |
| ------------------------- | --- | --- | ----------------------- | -------------- |
| Kroatengasse 1 (Standort) | Kleinbürgerhaus                                                                                        | Zweigeschossiger traufständiger Satteldachbau, massiv, schlicht gegliederte Putzfassade, Mitte 18. Jahrhundert über älterem Keller, Überformungen 1980 | D-4-61-000-519 Wikidata | weitere Bilder |
| Kroatengasse 9 (Standort) | Ehemaliger Gasthof, Haus zur Blauen Traube, später Maultiegelsches Wirtshaus, dann zum Goldenen Schwan | Zweigeschossiger traufständiger Satteldachbau, massiv und Fachwerk, Mitte 18. Jahrhundert, verändernder Umbau 1922                                     | D-4-61-000-875 Wikidata | weitere Bilder |

### Laurenziplatz
| Lage                        | Objekt                    | Beschreibung                                                                                         | Akten-Nr.               | Bild           |
| --------------------------- | ------------------------- | --- | ----------------------- | -------------- |
| Laurenziplatz 12 (Standort) | Ehemalige Fachwerkscheune | Giebelständiger verputzter Satteldachbau, 1779 neu erbaut, Überformungen bei Umbau 1978/79           | D-4-61-000-578 Wikidata | weitere Bilder |
| Laurenziplatz 15 (Standort) | Kleinhaus                 | Eingeschossiges traufständiges Satteldachhaus, massiv, verputzt, Straßenfront flach gegliedert, 1793 | D-4-61-000-579 Wikidata | weitere Bilder |

### Laurenzistraße
| Lage | Objekt | Beschreibung | Akten-Nr.               | Bild           |
| --- | --- | --- | ----------------------- | -------------- |
| Laurenzistraße 1 (Standort)                                                                                  | Wohnhaus | Über hohem Keller zweigeschossiger Traufseitbau in halboffener Bebauung, verputzter Massivbau mit steinsichtigen Ecklisenen und profilierten Fenstereinfassungen, Satteldach einseitig mit Halbwalm, von Sebastian Neubauer 1822                                                          | D-4-61-000-581 Wikidata | weitere Bilder |
| Laurenzistraße 2 (Standort)                                                                                  | Häckerhaus | Zweigeschossiger traufständiger Satteldachbau, massiv, verputzt, mit Tordurchfahrt, von Heinrich Ploetz, bezeichnet „1831“ | D-4-61-000-582 Wikidata | weitere Bilder |
| Laurenzistraße 4 (Standort)                                                                                  | Ehemaliges Wohnhaus des Hofstuckateurs Johann Jakob Vogel, später der Bildhauer Franz Anton Schlott und Johann Peter Benkert | Zweigeschossiger traufständiger Satteldachbau, massives Erdgeschoss, Fachwerkobergeschoss, zweite Hälfte 17. Jahrhundert Rückwärtiger zweigeschossiger Seitenflügel mit Pultdach, Stallgebäude von Andreas Stübler 1840 Große massive Scheune mit Satteldach, von Georg II. Hofbauer 1849 | D-4-61-000-583 Wikidata | weitere Bilder |
| Laurenzistraße 9 (Standort)                                                                                  | Ausstattung | der katholischen Laurenzikirche | D-4-61-000-584 Wikidata | weitere Bilder |
| Laurenzistraße 14 (Standort)                                                                                 | Wohnhaus | Eingeschossiger Traufseitbau mit Mansarddach, massiv, verputzt, mit seitlicher Tordurchfahrt, wohl zweite Hälfte 18. Jahrhundert | D-4-61-000-585 Wikidata | weitere Bilder |
| Laurenzistraße 20 (Standort)                                                                                 | Scheune | Ehemals Gasthaus zur Weißen Rose, Scheune mit Tanzsaal, stattlicher, eingeschossiger Massivbau mit Satteldach und Fachwerkgiebeln, 1736/39 (dendro. dat.) | D-4-61-000-2001         | BW             |
| Nähe Laurenzistraße, auf dem ehemaligen Friedhof des Antoni-Siechhofes südlich der Laurenzikirche (Standort) | Kruzifix | Auf hohem Sandsteinsockel, Kunststeinkreuz mit Bronzekorpus, von Philipp Dorsch 1885 | D-4-61-000-577 Wikidata | weitere Bilder |

### Maternstraße
| Lage                                                                                  | Objekt                              | Beschreibung | Akten-Nr.                | Bild           |
| ------------------------------------------------------------------------------------- | ----------------------------------- | --- | ------------------------ | -------------- |
| Maternstraße 2 (Standort)                                                             | Ehemaliges Künstlerwohnhaus         | Langgestreckter zweigeschossiger Satteldachbau, Erdgeschoss massiv, Obergeschoss in Fachwerk, verputzt, ehemals zwei, wohl im späten 18. Jahrhundert mit einer Fassade zusammengefasste Häuser, u. a. im Besitz von Matthäus Dennefeld, der Mitte 19. Jahrhundert zahlreiche Architekturspolien im Haus verbaute, von ihm auch Laubengänge und Balkon in neugotischem Stil, 1980 Erdgeschoss und Obergeschoss vollständig entkernt                                                                     | D-4-61-000-918 Wikidata  | weitere Bilder |
| Maternstraße 10 (Standort)                                                            | Ehemalige Kapelle St. Maternus      | Saalbau mit eingezogenem Rechteckchor, massiv, verputzt, Satteldach mit neugotischem Spitzhelmdachreiter, im Kern vermutlich Kapelle des domkapitelschen Spitals des 11. Jahrhunderts, Veränderungen und Dachwerk über dem Chor 1463–1465 (dendrochronologisch datiedrt), Dachwerk des Langhauses 1582 von Hofzimmermann Jörg Wieber, 1803 säkularisiert, neugotische Umbauten 1860/61 durch Georg II. Hofbauer und 1896 durch Theodor Schrüfer, Wappenrelief der Tockler erste Hälfte 15. Jahrhundert | D-4-61-000-919 Wikidata  | weitere Bilder |
| Maternstraße 16 (Standort)                                                            | Sogenanntes Haus am Tiergarten      | Zweigeschossiger dreiseitig freistehender Fachwerkbau, verputzt, Satteldach mit Halbwalm zur Straße, im Kern vielleicht 16. Jahrhundert, 1843 Teilerneuerung der Hoffront, vorderer Hausteil 1946 massiv erneuert | D-4-61-000-920 Wikidata  | weitere Bilder |
| Maternstraße 16 (Standort)                                                            | Nebengebäude                        | Fachwerk mit Pultdach, ehem. Stallungen mit Schnapsbrennerei, 1824–1833 von Philipp Madler | D-4-61-000-920 Wikidata  | weitere Bilder |
| Maternstraße 18 (Standort)                                                            | Ehemaliges Gärtner- bzw. Häckerhaus | Über hohem massivem Sockel eingeschossiger traufständiger verputzter Fachwerkbau, im Kern vielleicht 17. Jahrhundert, Veränderungen 1823, Mansarddach mit einseitigem Schopf 1947 | D-4-61-000-921 Wikidata  | weitere Bilder |
| Maternstraße 35 (Standort)                                                            | Kleinhaus                           | Zur Straße eingeschossiges rückwärtig zweigeschossiges traufständiges Satteldachhaus, Fachwerk verputzt, 17. Jahrhundert | D-4-61-000-935 Wikidata  | weitere Bilder |
| Maternstraße 41 (Standort)                                                            | Kleinbürgerhaus                     | Gestelzter zweigeschossiger traufständiger Fachwerkbau mit Satteldach, angeblich von Joseph Clemens Madler 1755 | D-4-61-000-936 Wikidata  | weitere Bilder |
| Maternstraße 43 (Standort)                                                            | Kleinbürgerhaus                     | Zur Straße dreigeschossiger, hofseits viergeschossiger traufständiger Satteldachbau, Fachwerk verputzt, im Kern möglicherweise ein eingeschossiger spätmittelalterlicher Fachwerkbau, auf den zwischenzeitlich um ein Stockwerk erhöhten Bau im zweiten Viertel 18. Jahrhundert der zweite Oberstock aufgesetzt, Fassade mit sparsamen Dekorationsformen wohl 1872 | D-4-61-000-922 Wikidata  | weitere Bilder |
| Maternstraße 45 (Standort)                                                            | Ehemaliges Vikarienhaus             | Zur Straße zweigeschossiger traufständiger Satteldachbau, Erdgeschoss massiv, hier Reste des spätmittelalterlichen Kernbaus erhalten, Obergeschoss verputztes Fachwerk, wohl 18. Jahrhundert, 1876 neubarocke Veränderungen durch Schreinermeister Kaspar Popp | D-4-61-000-1860 Wikidata | weitere Bilder |
| Maternstraße 53 (Standort)                                                            | Kleinbürgerhaus                     | Ursprünglich mit Maternstraße 51 zusammengehörig, zweigeschossiger traufständiger Satteldachbau, Fachwerk verputzt, Kernhaus 15./16. Jahrhundert, bei Hausteilung im 18. Jahrhundert umgebaut, 1863 Dachstuhl erneuert | D-4-61-000-923 Wikidata  | weitere Bilder |
| Maternstraße 55 (Standort)                                                            | Wohnhaus                            | Zweigeschossiger traufständiger bau mit steilem Satteldach, Fachwerk verputzt, um 1500, Mitte 18. Jahrhundert verändert | D-4-61-000-937 Wikidata  | weitere Bilder |
| Maternstraße 57, zwischen Maternstraße und Treppenabgang zur Sutte gelegen (Standort) | Kleinbürgerhaus                     | Zweigeschossiger, verputzter Walmdachbau in Ecklage über gewinkeltem Grundriss, Erdgeschoss massiv, Obergeschoss Fachwerk, 1697, mit Veränderungen 18./19. Jhd. | D-4-61-000-924 Wikidata  | weitere Bilder |

### Mittlerer Kaulberg
| Lage                                                           | Objekt                                                                   | Beschreibung | Akten-Nr.                | Bild           |
| -------------------------------------------------------------- | ------------------------------------------------------------------------ | --- | ------------------------ | -------------- |
| Mittlerer Kaulberg 1 (Standort)                                | Ehemaliges Gasthaus zum Engel                                            | Zweigeschossiges Traufseithaus mit Satteldach, Erdgeschoss massiv, Obergeschoss Fachwerk, verputzt, frühes 18. Jahrhundert, Veränderung der Raumeinteilung 1886, Erweiterung des Hauseingangs 1891, Absenken der Fenstersohlbänke 1893, Einrichtung eines Ladens im Bereich der ehemaligen Hofeinfahrt 1949, Ladenrückbau 1984; über spätgotischem Keller                                             | D-4-61-000-1043 Wikidata | weitere Bilder |
| Mittlerer Kaulberg 2 (Standort)                                | Haus am Leutstock, Wohnhaus                                              | Dreiseitig freistehender Bau, massives verputztes Sockelgeschoss, zwei Fachwerkgeschosse, einseitig abgewalmtes Satteldach, um 1700, Fachwerkfreilegung 1925 | D-4-61-000-1044 Wikidata | weitere Bilder |
| Mittlerer Kaulberg 4 (Standort)                                | Wohnhaus                                                                 | Zweigeschossiger traufständiger Satteldachbau, Erdgeschoss massiv, Obergeschoss wohl Fachwerk, um 1700, Fassade um 1860 | D-4-61-000-941 Wikidata  | weitere Bilder |
| Mittlerer Kaulberg 8 (Standort)                                | Stattliches Bürgerhaus                                                   | Über Sandsteinsockel dreigeschossiger Traufseitbau mit Mansarddach, massiv mit flach gegliederter barocker Putzfassade, um 1740/50, innerer Ausbau spätes 19. Jahrhundert | D-4-61-000-1045 Wikidata | weitere Bilder |
| Mittlerer Kaulberg 10 (Standort)                               | Bürgerhaus                                                               | Dreigeschossiger traufständiger Mansarddachbau mit schlicht gegliederter massive verputzte Fassade, um 1800 | D-4-61-000-1046 Wikidata | weitere Bilder |
| Mittlerer Kaulberg 17 (Standort)                               | Wohn- und Geschäftshaus                                                  | dreigeschossiger, verputzter Fachwerkbau in Ecklage über massivem Erdgeschosssockel mit einseitig abgewalmtem Satteldach und profilierten Fensterrahmen, um 1710, 1877/78 Ladeneinbau, in den 1930er Jahren im Inneren verändert | D-4-61-000-1047          | BW             |
| Mittlerer Kaulberg 17 (Standort)                               | Hausfigur                                                                | stehende Muttergottesstatue auf Konsole unter getriebenem Blechbaldachin, Sandstein, gefasst, wohl gleichzeitig | D-4-61-000-1047 Wikidata | weitere Bilder |
| Mittlerer Kaulberg 23 (Standort)                               | Ehemalige Scheune                                                        | Massivbau mit Satteldach und mächtigem Fachwerkgiebel, Mitte 16. Jahrhundert, Erdgeschoss verändert, rückwärtig massive Anbauten, Hopfendarre und Comptoir 1862 von Georg II. Hofbauer | D-4-61-000-942 Wikidata  | weitere Bilder |
| Mittlerer Kaulberg 25 (Standort)                               | Ehemalige Scheune, heute Wohn- und Geschäftshaus                         | Dreiseitig freistehender Satteldachbau, Fachwerk, verputzt, zweite Hälfte 15. Jahrhundert, Überformungen durch zweigeschossigen Ausbau und Dachausbau im 20. Jahrhundert, dabei das ursprüngliche Dachwerk vollständig erhalten | D-4-61-000-943 Wikidata  | weitere Bilder |
| Mittlerer Kaulberg 31 (Standort)                               | Kleinbürgerhaus                                                          | Zweigeschossiger traufständiger Satteldachbau, massiv, um 1700, die originell dekorierte Putzfassade mit Eckpilastern, spätes 18. Jahrhundert, Kern vermutlich älter, Dachwerk komplett erneuert | D-4-61-000-944 Wikidata  | weitere Bilder |
| Mittlerer Kaulberg 35 (Standort)                               | Ehemaliges Bürgerhaus, dann katholisches Gesellenhaus, jetzt Kolpinghaus | Zweigeschossiger traufständiger Satteldachbau mit schlicht gegliederter Fassade, massiv, verputzt, um 1700, seitlich aufgesockelter zweigeschossiger Saalanbau in klassizistischen Formen mit Pilastergliederung und den genuteten Eckquadern, mit flachem Walmdach, 1883 nach Plänen von Johann Baptist Hofbauer und Georg Betzold (im Innern 1955 völlig umgestaltet), vorgelagerte Freitreppe 1904 | D-4-61-000-945 Wikidata  | weitere Bilder |
| Mittlerer Kaulberg 36 (Standort)                               | Bürgerhaus                                                               | Zweigeschossiger traufständiger Satteldachbau, Fachwerk, gegliederte spätbarocke Putzfassade mit genuteten Seitenpilastern, mittleres 18. Jahrhundert, Kernbau älter | D-4-61-000-946 Wikidata  | weitere Bilder |
| Mittlerer Kaulberg 42 (Standort)                               | Wohnhaus                                                                 | Zweigeschossiger Putzbau mit Satteldach, im Kern von 1466 (dendrochronologisch datiert), Fassade von 1868 | D-4-61-000-1875 Wikidata | weitere Bilder |
| Mittlerer Kaulberg 43 (Standort)                               | Kleinbürgerhaus                                                          | Zweigeschossiger traufständiger Satteldachbau, wohl massiv mit schlicht gegliederter Putzfassade um 1775, Kernbau älter, Hoffassade 1885 massiv erneuert | D-4-61-000-948 Wikidata  | weitere Bilder |
| Mittlerer Kaulberg 50 (Standort)                               | Kleinbürgerhaus                                                          | Zweigeschossiger traufständiger Mansarddachbau, massiv, schlicht gegliederte spätbarocke Putzfassade mit genuteten Eckquaderungen, wohl mittleres 18. Jahrhundert, Zwerchhaus wohl 19. Jahrhundert | D-4-61-000-949 Wikidata  | weitere Bilder |
| Mittlerer Kaulberg 51 (Standort)                               | Kleinbürgerhaus                                                          | Zweigeschossiger traufständiger Mansarddachbau mit Schopf, massives Erdgeschoss, Obergeschoss wohl Fachwerk, schlicht gegliederte massive verputzte Fassade mit Eckpilastern, spätes 18./frühes 19. Jahrhundert, Dachgauben 1894 | D-4-61-000-950 Wikidata  | weitere Bilder |
| Mittlerer Kaulberg; gegenüber Mittlerer Kaulberg 54 (Standort) | Häckermarter                                                             | Sandsteinpfeiler mit reliefiertem Aufsatz: Marienkrönung und Auferstehung Christi, seitlich heiliger Sebastian und Maria Magdalena, 1618 | D-4-61-000-951 Wikidata  | weitere Bilder |

### Oberer Kaulberg
| Lage                                                                   | Objekt                                                              | Beschreibung | Akten-Nr.                | Bild           |
| ---------------------------------------------------------------------- | ------------------------------------------------------------------- | --- | ------------------------ | -------------- |
| Oberer Kaulberg 1 (Standort)                                           | Laufbrunnen                                                         | Polygonales hölzernes Gehäuse und kelchförmige gusseiserne Auffangschale, Vorgänger 1825 zum Pumpbrunnen umgebaut, 1903 an heutige Stelle versetzt | D-4-61-000-1092 Wikidata | weitere Bilder |
| Oberer Kaulberg 5 (Standort)                                           | Dreiseitig freistehendes Eckwohnhaus, ehemaliges Pottaschensiedhaus | Zweigeschossiger, verputzter Massivbau mit Mansardwalmdach, Fenstergewände in Haustein, 1833 von Heinrich Plötz, Erweiterung durch Neubau der Siederei und Vereinigung beider Bauteile 1835 nach Plan von Georg Ament, Veränderungen 1856 und 1969/70 | D-4-61-000-1093 Wikidata | weitere Bilder |
| Oberer Kaulberg 8 (Standort)                                           | Kleinbürgerhaus                                                     | Über Sockelgeschoss zweigeschossiger traufständiger Satteldachbau, massiv mit Putzgliederung, um 1763 | D-4-61-000-1096 Wikidata | weitere Bilder |
| Oberer Kaulberg 14 (Standort)                                          | Wohnhaus, ehemaliges Häckeranwesen                                  | Schmales traufständiges zweigeschossiges Satteldachhaus, Haustein verputzt, im Kern zweite Hälfte 17. Jahrhundert, Fassade von 1805 | D-4-61-000-1097 Wikidata | weitere Bilder |
| Oberer Kaulberg 16 (Standort)                                          | Wohnhaus                                                            | Traufständiger zweigeschossiger Mansarddachbau, massiv, verputzt, im Kern 18. Jahrhundert, Fassadenerneuerung frühes 19. Jahrhundert | D-4-61-000-1098 Wikidata | weitere Bilder |
| Oberer Kaulberg 26, östlich unterhalb des Laurenzikirchhofs (Standort) | Ehemaliges Wirtshaus Mangold, jetzt Wohnhaus                        | Freistehender, zweigeschossiger Mansarddachbau, massiv, verputzt mit genuteter Eckquaderung, zweite Hälfte 18. Jahrhundert | D-4-61-000-1099 Wikidata | weitere Bilder |

### Schulplatz
| Lage                          | Objekt                                                            | Beschreibung | Akten-Nr.                | Bild           |
| ----------------------------- | ----------------------------------------------------------------- | --- | ------------------------ | -------------- |
| Schulplatz (Standort)         | Sogenannter Schulplatzbrunnen                                     | Laufbrunnen, romanisierender Sandsteinquaderpfeiler mit abgefasten Ecken und kelchförmiges Auffangbecken, 1825/26 von Joseph III. Dennefeld mit Bildhauerarbeiten von Wilhelm Johann Wurzer | D-4-61-000-1286 Wikidata | weitere Bilder |
| Schulplatz 2 (Standort)       | Wohn- und Geschäftshaus                                           | Zweigeschossiger Sandsteinquaderbau, mit Mansarddach, flache Fassadengliederung mit geohrten Fensterrahmen und Eckpilastern, spätes 18. Jahrhundert, vielleicht von Johann Vogel, Mansardwalmdach 1929, Seitenfront mit Ladeneinbau und Fachwerkwand vorgeblendeter Steinfassade angepassten Formen 1969/70 | D-4-61-000-1281 Wikidata | weitere Bilder |
| Schulplatz 3 (Standort)       | Wohnhaus                                                          | Zweigeschossiges Traufseithaus, Erdgeschoss massiv, Obergeschoss Fachwerk verputzt, Satteldach, einseitig mit Halbwalm, im Kern zweite Hälfte 15. Jahrhundert | D-4-61-000-1282 Wikidata | weitere Bilder |
| Schulplatz 4 (Standort)       | Ehemaliges Hofbeamtenhaus, später Knabenschulhaus, heute Wohnhaus | Dreigeschossiger Putzbau mit Walmdach, Erdgeschoss massiv, Obergeschosse wohl in Fachwerk, schlicht gegliederte und dekorierte Barockfassade, im Kern mittelalterlich, heutiges Erscheinungsbild wesentlich aus der zeit des Umbaus zum Knabenschulhaus nach Plänen von Lorenz Madler 1828 | D-4-61-000-1283 Wikidata | weitere Bilder |
| Schulplatz 5 (Standort)       | Kaulbergschule, Altbau                                            | Dreigeschossiger spätklassizistischer mit flach geneigtem Walmdach massiv Verputzt, U-förmiger Grundriss, in Formen eines schlichten Maxililianstiles, nach Plänen von Karl Georg Lang 1861/62 | D-4-61-000-1284 Wikidata | weitere Bilder |
| Untere Seelgasse 8 (Standort) | Kaulbergschule, Neubau                                            | Repräsentativer, drei- bis viergeschossiger, reich gegliederter vierteiliger Gruppenbau mit je zwei Hauptgeschossen, Putzbau mit Sockelgeschoss und Rahmungen in Sandstein, bewegte Dachlandschaft mit Walm-, Sattel- und Halbwalmdächern, Typus der Reformschule mit reduziert historisierenden, an bürgerlicher Architektur des 16./17. Jahrhunderts orientierten Einzelformen, 1907/08 von Wilhelm Schmitz, mit gleichzeitiger Einfriedung | D-4-61-000-1284 Wikidata | weitere Bilder |
| Schulplatz 6 (Standort)       | Hausfigur Maria-Hilf-Bild                                         | Gefasste Halbfigur einer Maria mit Kind, Sandstein, barock, um 1710; wohl vom zerstörten Haus Hölle 1 übernommen | D-4-61-000-1285 Wikidata | weitere Bilder |

### Sutte
| Lage                  | Objekt                                                      | Beschreibung | Akten-Nr.                | Bild           |
| --------------------- | ----------------------------------------------------------- | --- | ------------------------ | -------------- |
| Sutte 1 (Standort)    | Wohnhaus                                                    | Zweigeschossiges traufständiges Satteldachhaus, massiv, verputzt, mit flacher Fassadengliederung, Ende 18./Anfang 19. Jahrhundert | D-4-61-000-1343 Wikidata | weitere Bilder |
| Sutte 2 (Standort)    | Wohnhaus                                                    | Zweigeschossiges,traufständiges Satteldachhaus, Fachwerk verputzt, Ende 18. Jahrhundert | D-4-61-000-1344 Wikidata | weitere Bilder |
| Sutte 6 (Standort)    | Wohnhaus                                                    | Dreigeschossiger traufständiger Satteldachbau, Fachwerk verputzt, Ecklisenen, geohrte Rahmen, im Kern zweigeschossig, vielleicht noch erste Hälfte 15. Jahrhundert, 1835 um das zweite Obergeschoss erhöht | D-4-61-000-1345 Wikidata | weitere Bilder |
| Sutte 7 (Standort)    | Wohnhaus                                                    | Zweigeschossiger Walmdachbau, massives Erdgeschoss, über Verkröpfung leicht vorstehendes Fachwerkobergeschoss, verputzt, wohl 1720 über älterem Keller errichtet, um 1800 umgebaut | D-4-61-000-1346 Wikidata | weitere Bilder |
| Sutte 7 (Standort)    | Zugehörig Mauer mit Hofpforte und eingeschossiges Waschhaus | Walmdachbau mit flach geneigtem Zwerchgiebel zum Hof, nachklassizistisch, 1874 nach Plan von Johann Kollerer | D-4-61-000-1346 Wikidata | weitere Bilder |
| Sutte 9 (Standort)    | Wohnhaus                                                    | Zweigeschossiger Traufseitbau mit flach geneigtem Satteldach, Fachwerk verputzt, eingeschossiges Kernhaus, wohl 16. Jahrhundert, vergrößernder Umbau mit Aufsetzen eines zweiten Stockwerks um 1800, vorgezogene, achsensymmetrisch gegliederte historistische Fassade, massiv, um 1900 Zweigeschossiges Rückgebäude mit hölzernen Laubenvorbauten, 1892 | D-4-61-000-1347 Wikidata | weitere Bilder |
| Sutte 13 (Standort)   | Wohnhaus                                                    | Zweistöckiger traufständiger Fachwerkbau mit linksseitigem Eingang über Freitreppe, im Kern zweite Hälfte 17./18. Jahrhundert | D-4-61-000-613 Wikidata  | weitere Bilder |
| Sutte 14 (Standort)   | Wohnhaus                                                    | Zweigeschossiger traufständiger Satteldachbau, schlicht gegliederte Putzfassade, erste Hälfte 19. Jahrhundert, Dachgeschossumbau 1921 | D-4-61-000-614 Wikidata  | weitere Bilder |
| Sutte 15 (Standort)   | Eckwohnhaus                                                 | Erdgeschoss massiv, Obergeschoss in Fachwerk, anspruchsvoll gegliederte Putzfassade mit flachem Mittelrisalit und abgerundeten Ecklisenen, wohl zweite Hälfte 18. Jahrhundert | D-4-61-000-615 Wikidata  | weitere Bilder |
| Sutte 17 (Standort)   | Eckwohnhaus                                                 | Zweigeschossiger Mansarddachbau mit großem Zwerchgiebel, massiv, verputzt, kräftige Einfassungen und Rahmungen in Sandstein, zweite Hälfte 18. Jahrhundert | D-4-61-000-616 Wikidata  | weitere Bilder |
| Sutte 18 (Standort)   | Wohnhaus                                                    | Zweigeschossiges traufständiges verputztes Fachwerkhaus, mit flach geneigtem Satteldach, 1827 nach Plänen von Lorenz Madler umgebaut, im Kern älter | D-4-61-000-1370 Wikidata | weitere Bilder |
| Sutte 19 (Standort)   | Hausfigur                                                   | Nachschnitzung des Amberger Maria-Hilf-Bildes, Holz, barock, um 1730/40 | D-4-61-000-617 Wikidata  | weitere Bilder |
| Sutte 20 (Standort)   | Wohngebäude                                                 | Zweiseitig freistehendes Fachwerkgebäude mit einseitig abgewalmtem Dach, um 1720 | D-4-61-000-618 Wikidata  | weitere Bilder |
| Sutte 30 (Standort)   | Wohnhaus                                                    | Zweigeschossiger, dreiseitig, erhöht freistehender Walmdachbau, massiv, verputzt, Wandgemälde Mondsichelmadonna, im Kern wohl 1697, heutiges äußeres Erscheinungsbild wesentlich 19. Jahrhundert | D-4-61-000-619 Wikidata  | weitere Bilder |
| Sutte 31 a (Standort) | Ehemalige Scheune, heute zweigeschossiges Wohnhaus          | Putzbau mit Walmdach, erste Hälfte 18. Jahrhundert, 1996/97 unter Beibehaltung des konstruktiven Gefüges umgebaut | D-4-61-000-1371 Wikidata | weitere Bilder |
| Sutte 37 (Standort)   | Östliche Doppelhaushälfte, Wohnhaus                         | Zweigeschossiges traufständiges Satteldachhaus, massiv und Fachwerk, Kern wohl 1450/70, Fassade 1851 in Backstein erneuert, 1892 Umbau des Innern Westliche Doppelhaushälfte siehe Sutte 39 | D-4-61-000-620 Wikidata  | weitere Bilder |
| Sutte 39 (Standort)   | Westliche Doppelhaushälfte, Wohnhaus                        | Zweigeschossiger traufständiger Satteldachbau, massiv und Fachwerk, Kern wohl 1450/70, Fassade 1834 in Backstein erneuert Östliche Doppelhaushälfte siehe Sutte 37 | D-4-61-000-621 Wikidata  | weitere Bilder |

### Teufelsgraben
| Lage                          | Objekt               | Beschreibung                                                                                      | Akten-Nr.                | Bild           |
| ----------------------------- | -------------------- | ------------------------------------------------------------------------------------------------- | ------------------------ | -------------- |
| Teufelsgraben (Standort)      | Gartenhäuschen       | Eingeschossiger Massivbau auf hohem Unterbau, mit Zeltdach, erste Hälfte 19. Jahrhundert          | D-4-61-000-622 Wikidata  | weitere Bilder |
| Nähe Teufelsgraben (Standort) | Zwei Brunnenhäuschen | Halb im Boden sitzende Massivbauten mit Flachsatteldach und Eingang, bezeichnet „1705“ und „1681“ | D-4-61-000-1372 Wikidata | weitere Bilder |

### Unterer Kaulberg
| Lage                           | Objekt | Beschreibung | Akten-Nr.               | Bild           |
| ------------------------------ | --- | --- | ----------------------- | -------------- |
| Unterer Kaulberg 26 (Standort) | Ehemaliges Beamtenwohnhaus, später Mädchenschule, heute Wohn- und Geschäftshaus                                    | Dreigeschossiger Traufseitbau mit Satteldach, massiv und Fachwerk, verputzt, im Kern 16./17. Jahrhundert, Umbau für Schulhausnutzung um 1790/98, massive Fassade 1840, Ladenausbau mit heutiger Schaufensterfront von Anton Staller 1920                                                                                               | D-4-61-000-672 Wikidata | weitere Bilder |
| Unterer Kaulberg 28 (Standort) | Wohn- und Geschäftshaus                                                                                            | Schmales, sehr tiefes dreigeschossiges Traufseithaus, massiv, Satteldach mit Fachwerkgiebel, streng gegliederte Putzfassade, Ende 18./19. Jahrhundert, Ladeneinbau 1879 | D-4-61-000-673 Wikidata | weitere Bilder |
| Unterer Kaulberg 30 (Standort) | Ehemaliges Waisenhaus                                                                                              | Breitgelagerter zweigeschossiger Traufseitbau mit Satteldach, Sandsteinquaderbau mit Ecknutungen, von 1671/72, Bauherrnwappen des Fürstbischofs Philipp Valentin Voit von Rieneck 1671 | D-4-61-000-674 Wikidata | weitere Bilder |
| Unterer Kaulberg 30 (Standort) | Ehemaliges Waisenhaus                                                                                              | Rückflügel zur Aufnahme der Waisenmädchen, über abfallendem Gelände, verputzter dreigeschossiger Massivbau auf hohem Sockelgeschoss, verputzt, von 1756, Mansardwalmdach von 1930 | D-4-61-000-674 Wikidata | weitere Bilder |
| Unterer Kaulberg 32 (Standort) | Ehemaliges Färberhaus Zur Rose, heute Wohnhaus                                                                     | Aus zwei Häusern entstandener, dreigeschossiger traufständiger Satteldachbau, Fachwerk mit massiver Fassade, im Kern erste Hälfte 16. Jahrhundert, Fassade und zweites Obergeschoss spätestens 1736 | D-4-61-000-675 Wikidata | weitere Bilder |
| Unterer Kaulberg 32 (Standort) | Rückgebäude | Seiten- und Hinterhaus, eigentliche ehemalige Färberei, Satteldachbau in konstruktivem Fachwerk, neu errichtet 1792, 1844 und 1865 teilweise und 1931–1933 komplett zu Wohnungen umgebaut | D-4-61-000-675 Wikidata | weitere Bilder |
| Unterer Kaulberg 34 (Standort) | Wohn- und Geschäftshaus                                                                                            | Zweigeschossiger traufständiger Satteldachbau, Fassade massiv, konstruktives Giebelfachwerk, im Kern mittleres 16. Jahrhundert, um 1740 umgebaut, Fassade Ende 18. Jahrhundert überformt, Erdgeschoss modern verändert | D-4-61-000-676 Wikidata | weitere Bilder |
| Unterer Kaulberg 36 (Standort) | Ehemalige Hofstatt des Klosters Schlüsselau, dann Büttnerhaus, später Brauerei Röckelein, heute Wohn- und Gasthaus | Zweigeschossiger traufständiger Satteldachbau, massive verputzte Fassade mit Ecklisenen, hohes steiles Dach mit Fachwerkgiebeln, im Kern um 1467, Umbau um 1700, nach Kriegsschäden 1945 bis 1949 verändert wieder aufgebaut, Erdgeschoss modern verändert                                                                             | D-4-61-000-677 Wikidata | weitere Bilder |
| Unterer Kaulberg 38 (Standort) | Ehemalige Bäckerei Ohlmüller                                                                                       | Über Kellern zweier mittelalterlicher Häuser errichtetes, langgestrecktes zweigeschossiges Traufseithaus, massiv, mit Satteldach, dem Knick des Kaulbergs entsprechend abgewinkelt, kräftige Fassadengliederung durch genutete Eckquaderungen, um 1740/50, zum Hof dreigeschossiger Seitenflügel, zweites Obergeschoss 1883 aufgesetzt | D-4-61-000-678 Wikidata | weitere Bilder |

### Würzburger Straße
| Lage                                                                       | Objekt                         | Beschreibung | Akten-Nr.                | Bild           |
| -------------------------------------------------------------------------- | ------------------------------ | --- | ------------------------ | -------------- |
| Würzburger Straße, Laurenziplatz (Standort)                                | Doppelpumpbrunnen              | 1862/63, Pumpwerk 1867 erneuert, achteckiges Holzgehäuse in historisierenden Formen, gusseiserne Brunnenbecken | D-4-61-000-1849 Wikidata | weitere Bilder |
| Würzburger Straße, gegenüber Laurenziplatz 19 (Standort)                   | Kruzifix auf dem Laurenziplatz | Steinkruzifix mit gusseiserner Einfriedung, historistische Christusfigur, Sandstein, von Martin Pförtsch, 1883 | D-4-61-000-580 Wikidata  | weitere Bilder |
| Würzburger Straße 31, an der Ecke zum Oberen Stephansberg (Standort)       | Marter, sogenannte Urbansäule  | Ionische Sandsteinsäule, darüber laternenförmiges Bildhaus mit Muschelgiebeln, um 1700, Blechtafeln wohl 1978 | D-4-61-000-768 Wikidata  | weitere Bilder |
| Würzburger Straße, an der Abzweigung der Straße nach Waizendorf (Standort) | Sogenannte Luthermarter        | Sandsteinpfeiler mit Bildnischenkopf, bezeichnet „1555“ | D-4-61-000-772 Wikidata  | weitere Bilder |
| Würzburger Straße 37 (Standort)                                            | Aufsatz einer Marter           | Vierseitig reliefiert, Hauptseiten mit Kreuzigungsgruppe, seitlich stehende Heilige, Sandstein, zweite Hälfte 15. Jahrhundert; seit 1982 am gegenwärtigen Standort bei Würzburger Straße 37, ursprünglich wohl in der Flur südwestlich des Hohen Kreuzes                                                                                  | D-4-61-000-769 Wikidata  | weitere Bilder |
| Würzburger Straße 37 (Standort)                                            | Aufsatz einer Marter           | Vierseitig reliefiert, Hauptseiten mit Kreuzigungsgruppe, seitlich stehende Heilige, Sandstein, um 1360/70; seit 1982 am gegenwärtigen Standort bei Würzburger Straße 37, ursprünglich wohl in der Flur südwestlich des Hohen Kreuzes | D-4-61-000-770 Wikidata  | weitere Bilder |
| Würzburger Straße 43 (Standort)                                            | Hohes Kreuz                    | Barocke Kreuzigungsgruppe mit Maria Magdalena, zwischen Maria und Johannes, Sandstein, auf Muschelkalkpostamenten, davor Muschelkalkbalustrade, angeblich 1705, wahrscheinlich von Leonhard Gollwitzer, für die Obere Brücke geschaffen und 1715 am gegenwärtigen Standort bei Würzburger Straße 43 aufgestellt, jedoch bezeichnet „1724“ | D-4-61-000-771 Wikidata  | weitere Bilder |